# Сиво тънко лори
Сивото тънко лори (Loris lydekkerianus) е вид бозайник от семейство Лориеви (Lorisidae).

## Разпространение
Видът е разпространен в Индия и Шри Ланка.